# 雅瓜夸拉
雅瓜夸拉是巴西巴伊亚州的一个市镇。总面积960.398平方公里，总人口51019人，人口密度53.1人/平方公里。